# Tryckform
Tryckform eller tryckmedium avser, inom industriell och konstnärlig grafisk teknik, den fysiska bildbärare som överför sin tryckbild (direkt eller indirekt) till det material som ska bära tryckbilden (substratet), som till exempel
- tryckplåt – som vid offset
- graverad cylinder – som vid djuptryck
- graverad kopparplåt – som vid kopparstick
- kliché – som i boktryck och flexografi
- linoleumplatta – som vid linoleumsnitt
- trästock – som vid träsnitt
- schablon eller stencil – som vid silkscreen (serigrafi)

Tryckformen är oföränderlig och kan endast mångfaldiga den bild som den ursprungligen skapades för.
Principen som de olika tryckformarna kan använda för att särskilja tryckande och icke-tryckande ytor åt, kan delas in i någon av de fyra huvudgrupperna högtryck, djuptryck, plantryck (yttryck) och genomtryck (se vidare Tryckteknik).
Till de trycktekniker som inte använder någon fysisk tryckform (icke-tryckformsbaserade tekniker) hör bl.a. inkjet (bläckstråle) och xerografi (elektrografi).